# Erika Linder
Erika Anette Linder Jervemyr, född 11 maj 1990 i Sundbybergs församling, är en svensk fotomodell.
Hon blev upptäckt i Kungsträdgården då hon var 14 år gammal, men det var först sex år senare hon valde att kontakta agenturen. Hon fick då fotograferas som en ung Leonardo DiCaprio.
Linder har uppmärksammats för sin androgyna look och för att hon är modell för såväl dam- och herrkollektioner. Hon har bland annat fotograferats tillsammans med den androgyna fotomodellen Andreja Pejic.
Erika Linder har medverkat i Katy Perrys musikvideo Unconditionally. 
Hon representeras av modellagenturen Next Models.
Hon har medverkat i reklamkampanjer för bland annat JC och medverkat i modetidningar som Vogue.
Under 2016 hade hon en av  huvudrollerna i filmen Below her mouth.